# Tribunál (Evropská unie)
Instančně je podřazen Soudnímu dvoru s tím, že je možno z právních důvodů podat proti jeho rozhodnutí opravný prostředek k Soudnímu dvoru. Sídlí v Lucembursku. Tribunál před Lisabonskou smlouvou nazývaný "Soud prvního stupně" je společně se Soudním dvorem součástí Soudního dvora Evropské unie, kam mohou patřit specializované soudy (v minulosti byl takovým soudem Lisabonskou smlouvou ustavený Soud pro veřejnou službu, zrušený v roce 2016). Řeší především spory, ve kterých vystupují takzvaní neprivilegovaní žalobci, tedy fyzické osoby, právnické osoby, kandidátské státy. Stejné otázky, kdy je žalobcem členský stát EU a orgány Unie, řeší již zmíněný Soudní dvůr. Řeší například žaloby na neplatnost, žaloby na nečinnost, odvolání od Soudu pro veřejnou službu, patentové spory. Tribunál EU byl zřízen na základě Jednotného evropského aktu z roku 1986. Fungovat začal k 1. 9. 1989. Původně patřil k Soudnímu dvoru, avšak Smlouva z Nice již oba soudy odděluje jako samostatně stojící jednotky.

## Složení
Skládá se ze dvou soudců za každý členský stát (k lednu 2020 je počet soudců 54). Počet soudců je vždy určen Statutem Soudního dvora. Nevyskytují se zde generální advokáti a to právě z důvodu možnosti opravných prostředků k Soudnímu dvoru. Pokud by to však bylo nutné, touto funkcí může být pověřen jeden ze soudců.
Soudci Soudu prvního stupně jsou vybíráni z osob skýtajících záruku naprosté nezávislosti a způsobilých k výkonu soudcovské činnosti. Soud prvního stupně má svého předsedu a tajemníka. Předsedu si volí členové ze svého střed na dobu 3 let obnovitelně. Smlouva Evropského společenství neupravuje výslovně počet soudců tohoto soudu. Je to utvářeno nařízením Rady. Soudci jsou jmenováni na dobu šesti let. Mohou být jmenováni opětovně, dochází k částečnému znovuobsazování míst po 3 letech.

## Pravomoci
Soud prvního stupně vznikl s cílem zmírnění přetížení Evropského soudního dvora. Problémem byly zejména zaměstnanecké žaloby, jejich počet byl procentuálně velmi vysoký, nedotýkaly se však ústavních otázek, které by bylo nutné řešit jednotně pro celé Společenství.
V 90. letech došlo k posilování pravomocí Soudu prvního stupně. A to především k žalobám podávaným jednotlivci a žalobám plynoucích z komunitární ochranné známky. Dnes Soud prvního stupně rozhoduje v odvoláních proti rozhodnutím soudních komor a proti rozhodnutí Soudu pro veřejnou službu. Dále o žalobách na neplatnost a na nečinnost podaných:
- fyzickými nebo právnickými osobami
- členským státem proti Komisi
- členským státem proti Radě v případě, kdy nerozhoduje Soudní dvůr. Mimo jiné také rozhoduje o žalobách na náhradu škody v případě mimosmluvní odpovědnosti společenství a o žalobách na základě rozhodčí doložky obsažené ve veřejnoprávní nebo soukromoprávní smlouvě uzavřené Společenstvím nebo jeho jménem.[2]

V praxi to znamená, že tento soud projednává především případy v oblasti hospodářské soutěže, státní pomoci, obchodu, zemědělství a ochranných známek.

## Řízení
Soud prvního stupně zasedá v senátech, výjimečně může zasedat i v plénu nebo jako samosoudce.  Fungování Soudu prvního stupně a průběh řízení je analogický k úpravám Soudního dvora. Opravné prostředky proti rozhodnutí Soudu prvního stupně  k Soudnímu dvoru jsou omezeny na právní otázky. Většinu případů projednávají 3 soudci a neexistuje zde funkce generálního advokáta.
Fyzická nebo právnická osoba se může na Tribunál obrátit, pokud se cítí poškozena v důsledku činnosti nebo nečinnosti orgánu EU nebo jeho zaměstnanců.

## Předsedové Tribunálu
| Začátek mandátu | Konec mandátu  | Soudce                   |
| --------------- | -------------- | ------------------------ |
| 25. září 1989   | 18. září 1995  | José Luís da Cruz Vilaça |
| 18. září 1995   | 4. března 1998 | Antonio Saggio           |
| 4. března 1998  | 17. září 2007  | Bo Vesterdorf            |
| 17. září 2007   | 26. září 2019  | Marc Jaeger              |
| 27. září 2019   | Úřadující      | Marc van der Woude       |